# Cacoecimorpha pronubana
Ne pas confondre avec autre espèce appelée Tordeuse de l'œillet (Olethreutes arcuella).
Espèce
Cacoecimorpha pronubana (la tordeuse méditerranéenne de l'œillet, parfois appelée brièvement et de manière imprécise tordeuse de l'œillet) est une espèce d'insectes lépidoptères de la famille des Tortricidae, originaire du bassin méditerranéen.
L'insecte est visible quasiment toute l'année. Sa larve est polyphage et peut se révéler problématique pour les cultures. L'espèce est donc considérée comme ravageur de quarantaine.  
Elle peut s'en prendre, notamment, aux plants d'Arbutus (arbousiers), Asphodelus (asphodèles), Dianthus (œillets), Euphorbia amygdaloides, Fragaria (les fraises), Fuchsia, Hedera helix (le lierre), Hippophae rhamnoides (l'argousier), Laurus nobilis (le laurier), Ligustrum (le troène), les Pelargonium, Robinia, Rosa, Rosmarinus, Thuya occidentalis, Viburnum tinus (le Viorne tin), Vitis vinifera (la vigne).  

## Synonymes
Selon Catalogue of Life (8 avril 2015) :
- Cacoecia ambustana Hübner, 1830,
- Cacoecia hermineana Duponchel, 1834,
- Cacoecia insolatana Lucas, 1848.